# Narrowcasting
Narrowcasting, letterlijk "beperkte transmissie", is het internetcommunicatiemodel, gebaseerd op een verspreidingsmechanisme en een "gefragmenteerd" gebruik van de inhoud. Anders dan de oudste en bekendste uitzending (broadcast), waar nieuws wordt uitgezonden zonder enig onderscheid op basis van het type consument aan wie het is gericht, is narrowcasting een gerichte verspreiding van informatie en inhoud, doorgegeven aan een geïnteresseerde en interactieve doelgroep.
Narrowcasting ontstond rond 2005, toen in de marketingwereld het idee ontstond om het internet in te zetten om gepersonaliseerde informatie te versturen. De gebruiker krijgt toegang tot informatie op internet, abonnementen op mailinglijsten, en kiest audio- en video-uitzendingen bijvoorbeeld via podcasting.
Een uitbreiding op narrowcasting is multicasting, waarbij de informatie naar op kenmerk geselecteerde groepen afnemers gaat.
Een praktijkvoorbeeld is het bieden van marketinginformatie via beeldschermen in winkels, op stations, in wachtkamers van regionale ziekenhuizen, in het voetbalstadion en bij onderwijsinstellingen.

## Hulpmiddelen
Narrowcasting is in tegenstelling tot alle soorten informatie een methode waarmee iedereen die het netwerk gebruikt realtime nieuws en reacties van over de hele wereld kan ontvangen over elk onderwerp met behulp van de hulpmiddelen die internet beschikbaar maken.
Voorbeelden hiervan zijn: forums, blogs, discussielijsten, nieuwsbrieven, wiki, ruimtes, en door gebruikers gegenereerde inhoud.
Via narrowcasting kunnen al deze hulpmiddelen iemand de mogelijkheid geven zelf te kiezen wat hij of zij zelf wil ontvangen, wanneer bijvoorbeeld een persoon alleen geïnteresseerd is in tekst.
Deze keuze leidt tot vier onvermijdelijke veranderingen:
1. Het aantal mensen dat een bepaald onderwerp volgt, is beperkter (zie doelgroep).
2. Verkeer gegenereerd uit niche-inhoud zal gelijk zijn aan of groter zijn dan verkeer gegenereerd door bulkinhoud.
3. Gebruikers zijn meer gestimuleerd om deel te nemen aan gesprekken over dat onderwerp.
4. Vandaag de dag gaat het vaker om de kwaliteit van het publiek dat bereikt wordt. Nieuwe media hanteren een andere filosofie van communicatie, onverenigbaar met traditionele nieuwsverspreiding.

Met narrowcasting is elk scherm een interactief scherm waarbij klanten gebonden worden. Bij de kassa, toonbank, receptiebalie, kantine, kantoor, showroom of bakery helpen beeldschermen om een business in beeld te krijgen.